# Elecciones municipales de Chile de 1894
Las elecciones municipales de 1894 fueron efectuadas el domingo 4 de marzo de 1894,  al mismo tiempo que las elecciones parlamentarias. Esta fue la primera elección directa de ediles municipales (alcaldes y regidores) en todas las comunas creadas en la Ley de Organización y Atribuciones de las Municipalidades, promulgada el 21 de diciembre de 1891, la que determinó la creación de comunas autónomas y sus municipalidades como organismos ejecutores del gobierno local dirigidos por el alcalde y los regidores, y aplicando por primera vez el mecanismo de elección (directa de 8 a 12 municipales, e indirecta entre los municipales de 3 alcaldes).
En estas elecciones por primera vez participan electoralmente los seguidores del depuesto y fallecido presidente José Manuel Balmaceda, organizados en el Partido Liberal Democrático.
Las elecciones municipales anteriores, del 10 de octubre de 1891, se efectuaron sólo en los municipios existentes en las cabeceras de Departamento y bajo las leyes previas de organización comunal de 1855, y en el período saliente de la Guerra Civil, con el bando balmacedista proscrito.

## Alcaldías 1894-1897

### Listado de alcaldes electos
Listado de alcaldes elegidos en las principales ciudades del país.
| Municipio | Municipio    | Alcalde electo                                            |
| --------- | ------------ | --------------------------------------------------------- |
|           | Arica        | Nicasio Ruiz de Olavarría Partido Liberal                 |
|           | Iquique      | Gumercindo Moya Boza Partido Radical                      |
|           | Antofagasta  | Hermógenes Alfaro Saavedra Partido Conservador            |
|           | La Serena    | David Aguirre Rodríguez Partido Radical                   |
|           | Coquimbo     | Ramón Domingo Espinoza Partido Radical                    |
|           | Viña del Mar | Arturo Besa Navarro Partido Nacional                      |
|           | Santiago     | Santiago Polloni Partido Conservador                      |
|           | Rancagua     | Pedro Nolasco Vergara Loys Partido Nacional               |
|           | Talca        | Anselmo Hevia Riquelme Partido Radical                    |
|           | Concepción   | Andrés Lamas Benavente Partido Liberal                    |
|           | Temuco       | Santiago Herrera Partido Liberal                          |
|           | Valdivia     | Juan Carlos Acharán Adriasola Partido Liberal Democrático |
|           | Puerto Montt | José Doggenweiler Eisele Partido Nacional                 |